# Киостри, Луиджи
Луиджи Киостри (итал. Luigi Chiostri; 1847, Флоренция — 24 октября 1894, там же) — итальянский скрипач и альтист.
Учился во Флоренции у Фердинандо Джорджетти и Джоваккино Джоваккини. Наиболее известен как альтист Флорентийского квартета в 1861—1880 гг. Одновременно в 1873 г. начал выступать и в составе Флорентийского трио с Джефте Сбольчи и Джузеппе Буонамичи. Преподавал во Флоренции (среди учеников — Энрико Тозелли). Автор салонных скрипичных пьес.
Умер, отравившись несвежей рыбой.